# 小峯新陸
小峯 新陸（こみね しんり、2001年12月1日 - ）は、鹿児島県鹿児島市出身の元プロ野球選手（投手）。右投左打。

## 経歴

### プロ入り前
鹿児島市立東谷山中学校時代は硬式少年野球チームの鹿児島ヤングタイガーに所属。
鹿児島城西高等学校では2年春からエースとなるも、3年時は腰や右肩の故障のため背番号11となり、チームも県大会4回戦で敗れ甲子園出場はなかった。
2019年10月17日に行われたプロ野球ドラフト会議において東北楽天ゴールデンイーグルスから育成2位指名を受け、10月29日に支度金200万円、年俸230万円（推定）で仮契約を結んだ。背番号は138。

### 楽天時代
2020年は、体力作りに専念し、二軍でも試合出場はなかった。
2021年は、イースタン・リーグで9試合に登板し、1勝1敗、防御率4.82だった。
2022年は、春季キャンプから一軍に帯同。オープン戦では3試合の登板で計4回を2安打1失点4奪三振、防御率2.25の成績を残し、3月19日に支配下登録されることが発表された。背番号は30。3月25日、対千葉ロッテマリーンズ（楽天生命パーク宮城）0-4の9回表に5番手でプロ初登板、2四球と1安打で一死満塁のピンチを招くも後続2打者を抑え1回無失点で切り抜ける。4月30日、対福岡ソフトバンクホークス（楽天生命）2-5の9回表に登板し、プロ初奪三振などで二死無走者としたものの、直後に3連打を打たれプロ初失点を喫する。5月28日、対東京ヤクルトスワローズ（楽天生命）3-8の8回表に登板した際は、プロ入り後最多となる3失点を喫した。その後一軍戦の登板は8月12日対埼玉西武ライオンズ（楽天生命）0-5の8回表1イニングのみ。6試合に登板し6イニング自責点4、防御率6.00の成績に終わった。11月20日、背番号が68に変更されることが発表された。
2023年は、一軍公式戦登板機会はなく、一軍シーズン最終戦終了翌日の10月11日、他10選手らとともに翌年契約を結ばないことを通告されるとともに育成再契約を打診され、受諾の意向を示した。11月18日、育成選手として再契約をした。背番号は入団当初と同じ138。
2024年も公式戦での登板機会はほとんどなく、シーズン最終盤に2試合に投げたのみだった。オフに2年連続での戦力外通告を受けた。11月29日に球団より同年限りでの現役引退が発表。

### 現役引退後
引退後の翌2025年からは、楽天のアカデミーコーチに就任。

## 選手としての特徴
肩周りの可動域が広い利点を生かしたテイクバックの大きいフォームが特徴。長身から投げ下ろす角度のある球が武器。高校時代の最高球速は145km/h、プロ入り後の最高球速は153km/h。変化球はカーブ、スライダー、スプリットを駆使する。

## 詳細情報

### 年度別投手成績
| 年 度     | 球 団     | 登 板 | 先 発 | 完 投 | 完 封 | 無 四 球 | 勝 利 | 敗 戦 | セ 丨 ブ | ホ 丨 ル ド | 勝 率 | 打 者 | 投 球 回 | 被 安 打 | 被 本 塁 打 | 与 四 球 | 敬 遠 | 与 死 球 | 奪 三 振 | 暴 投 | ボ 丨 ク | 失 点 | 自 責 点 | 防 御 率 | W H I P |
| --------- | --------- | ----- | ----- | ----- | ----- | -------- | ----- | ----- | -------- | ----------- | ----- | ----- | -------- | -------- | ----------- | -------- | ----- | -------- | -------- | ----- | -------- | ----- | -------- | -------- | ------- |
| 2022      | 楽天      | 6     | 0     | 0     | 0     | 0        | 0     | 0     | 0        | 0           | ----  | 30    | 6.0      | 9        | 0           | 5        | 0     | 0        | 4        | 0     | 0        | 4     | 4        | 6.00     | 2.33    |
| 通算：1年 | 通算：1年 | 6     | 0     | 0     | 0     | 0        | 0     | 0     | 0        | 0           | ----  | 30    | 6.0      | 9        | 0           | 5        | 0     | 0        | 4        | 0     | 0        | 4     | 4        | 6.00     | 2.33    |

### 年度別守備成績
| 年 度 | 球 団 | 投手  | 投手  | 投手  | 投手  | 投手  | 投手     |
| 年 度 | 球 団 | 試 合 | 刺 殺 | 補 殺 | 失 策 | 併 殺 | 守 備 率 |
| ----- | ----- | ----- | ----- | ----- | ----- | ----- | -------- |
| 2022  | 楽天  | 6     | 0     | 1     | 0     | 0     | 1.000    |
| 通算  | 通算  | 6     | 0     | 1     | 0     | 0     | 1.000    |

### 記録
初記録
- 初登板：2022年3月25日、対千葉ロッテマリーンズ1回戦（楽天生命パーク宮城）、9回表に5番手で救援登板・完了、1回無失点
- 初奪三振：2022年4月30日、対福岡ソフトバンクホークス4回戦（楽天生命パーク宮城）、9回表にジュリスベル・グラシアルから見逃し三振

### 背番号
- 138（2020年[5] - 2022年3月18日、2024年[11]）
- 30（2022年3月19日[7] - 同年終了）
- 68（2023年[8]）